# Johann Jacob Eisenbletter
Johann Jacob Eisenbletter, född 1732 troligen Danzig, död 31 augusti 1813 i Stockholm, var en tysk-svensk möbelsnickare.
Enligt släkttraditionen var Eisenbletter son till en bagare i Danzig. Han inkom troligen till Sverige på 1750-talet genom initiativ av Adolf Ludvig Levin som lät inkalla utländska möbelsnickare. 1760 ingav han till fortifikationen en ansökan om anställning som modellör och åberopade sig på att han i yngre år bistått Otto Adrian Berg von Linde vid modelleringsarbeten. Han fick anställning som extraordinarie modellör, samtidigt som han även etablerade sig som möbelsnickare, dock utan att söka inträdde i snickarämbetet vilket ledde till konflikter med skrået. Från 1801 var han tjänstefri från sin anställning vid fortifikationen. Av hans kända möbler är alla tillverkade i rokokostil.